# 日本標準時間

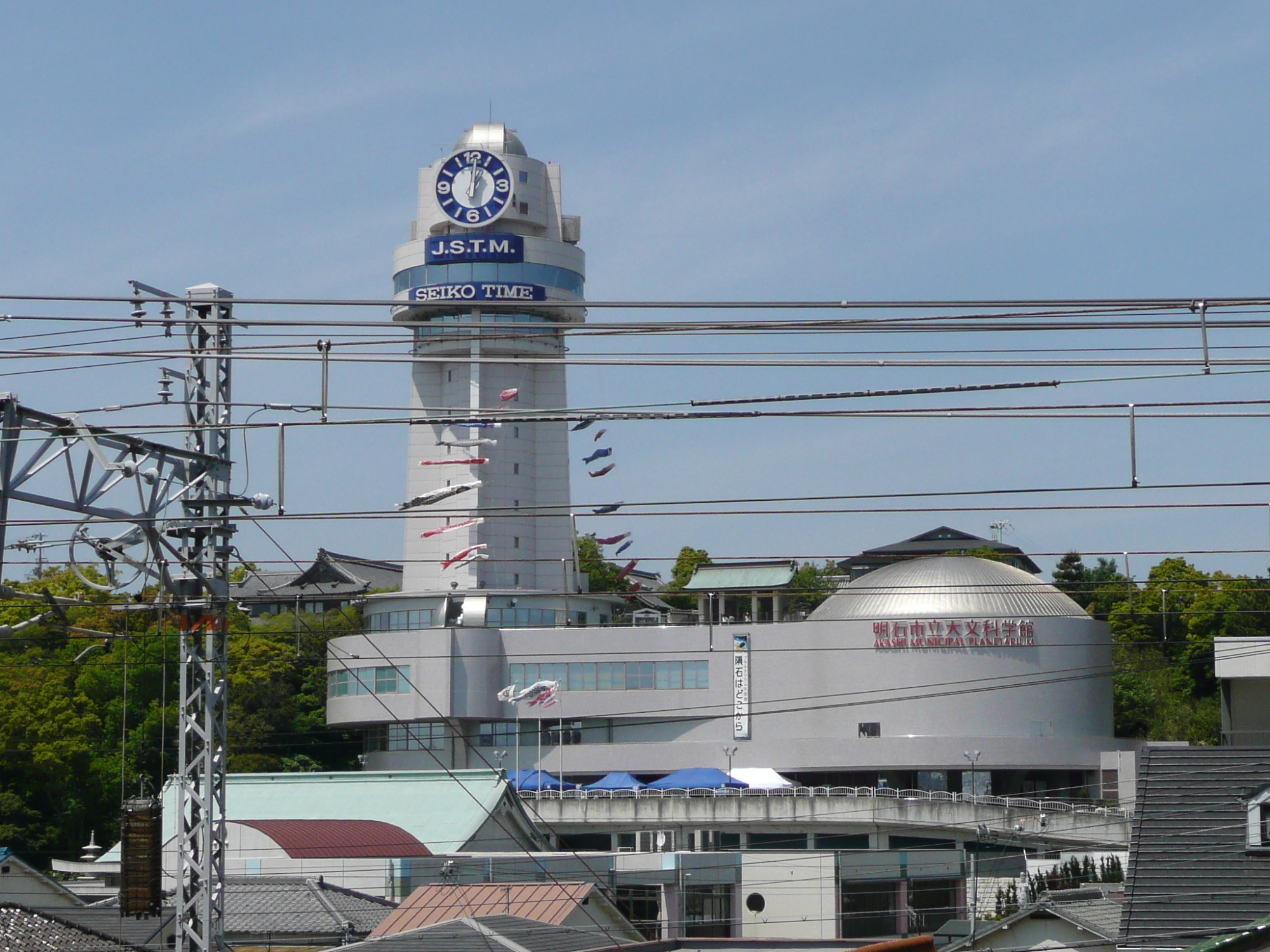
兵庫縣明石市的明石市立天文科學館是日本標準時間主要的規範設施，日本標準時子午線（東經135度線）就從該館鐘塔的中央穿過

日本標準時間（日語：日本標準時）是日本所採用的標準時間，比世界協調時快九小時（即UTC+9），與韓國標準時間、印尼東部時間、雅庫茨克時間及朝鮮標準時間是同一時區。由总务省管辖的情报通讯研究机构（NICT）原子钟生成和提供。该组织确定的UTC称为“UTC（NICT）”，并进行调整和管理，目标是与国际计量局确定的协调世界时（UTC）的差异保持在±10纳秒以内。有时简称为日本时间。日本广播公司 (NHK) 等广播电台以及 NTT 的时间信号（特别节目117）在日本全国使用 NICT 报告的标准时间。於福島縣及佐賀縣各設有無線電呼號「JJY」的授時信號發射台，供日本國內電波鐘表校準時間之用。
另一方面，日本中央标准时间（缩写：JCST）由日本文部科学省下属的大学间研究机构——国立自然科学研究所（NINS）的国立天文台负责制定，并通过真实信号形式进行显示。水泽校区的天文计时室运行铯原子钟，其天文计时办公室于2022年4月并入天文信息中心。截至2023年2月，该办公室仍在水泽校区运行，但正在逐步迁往三鹰校区。此外，在日本国家天文台根据法律法规编制的《历象年表》和科学资料书《科学年表》中，中央标准时间被定义为：中央标准时间=协调世界时+9小时。
表示日本标准时间 （JST）协调世界时间 （UTC） 的差异时，应写作“12:31:40 （UTC+0900）”（即日本标准时间为12:31:40）。

## 标准时间与中央标准时间
日本与“标准时间”相关的法律法规并不完善，虽然法律法规中出现了“标准时间”和“中央标准时间”的名称，但并未出现“日本标准时间”的名称。
日本的法律法规并未对标准时间作出具体定义，仅将其规定为 “东经135度子午线的时间” ，并将该标准时间称为中央标准时间。
不过，标准电波的发射和标准时间的通知由总务省国际战略局技术政策课负责。此外，根据邮电部长官（总务大臣的前身）依据法律法规发布的邮电部通知，标准无线电波报告的标准时间被设定为比协调世界时早9小时（该规定自1971年发布的邮电部通知并于1972年1月1日起实施）。据称，NICT负责依据法律法规发射标准无线电波并报告标准时间。
此外，日本国家天文台的设立目的是为了确定和显示中央标准时间（这一目的是从原东京大学东京天文台的目的延续而来，于1955年修订）。因此，中央标准时间可以说是日本国家天文台根据法律法规确定并表示为中央标准时间的时间。
关于NICT报告的标准时间与日本国家天文台确定和显示的中央标准时间之间的关系，这两个组织都运行有助于创建国际原子时的原子钟，这些时钟确定的时间分别是协调世界时（UTC）+9作为标准时间和中央标准时间。但是，无论时钟的不确定性多么小（精确度和精确度非常高），它们都不是同一个时钟，因此时间永远不会完全匹配。对此，管辖NICT的总务省和管辖日本国家天文台的日本文部科学省联合发布通知称，NICT报告的标准时间与日本国家天文台确定的中央标准时间的偏差将在NICT计算并公布。
有关过去的关系及其背景的信息，请参阅#History of Standard Time Reports。

## 夏令时（夏季时间）
1952年夏令时法案废除后，夏令时并未被法律采纳。 1948年至1951年《夏令时法》生效期间，夏令时的有效期为5月第一个星期六（仅1949年4月）至9月第二个星期六。 2004年至2006年7月至8月（同年结束）在北海道札幌市试行的所谓“北海道夏令时”，是在不改变标准时间的情况下，试图将开始和结束时间提前一小时，并不是通常意义上的夏令时。

## 与 JST 定义相同的标准时间
以下标准时间比协调世界时（UTC）早9小时，就像日本标准时间（JST）一样（严格来说，由于标准原子钟不同，因此存在轻微的不确定性（误差））。
- 雅库茨克标准时间 - 适用于俄罗斯萨哈共和国西部和阿穆尔州。
- 印度尼西亚东部标准时间 （WIT）适用于印度尼西亚东部地区（如伊里安查亚、摩鹿加群岛等）。
- 韩国标准时间（KST）适用于大韩民国全境。
- 帕劳标准时间（英语：Time in Palau）（PWT）适用于帕劳全境。
- 东帝汶标准时间（TLT）适用于东帝汶全境。
- 平壤标准时间（PYT）适用于朝鲜民主主义人民共和国全境，于2015年8月15日至2018年5月5日期间设置了30分钟的时差。

### 标准时间与 JST 定义相同，但已过时
- 澳大利亚西部夏令时间（AWDT）曾于2006年至2009年间试行，但最终未被正式实施。[8]
- 伊尔库茨克标准时间（IRKT）适用于俄罗斯伊尔库茨克地区（自2014年起调整为比之前早1小时）。
- 蒙古夏令时间（MNST）曾于2007年废止，后于2015年恢复使用，随后在2017年再次废止。

## 沿革
日本標準時間是在1886年7月13日公布的明治19年勅令第51号《本初子午線經度計算法及標準時之件》（本初子午線経度計算方及標準時ノ件）中制定。1888年1月1日起，將東經135度線的時間確定為日本標準時間，以東經135度線為日本標準時子午線。

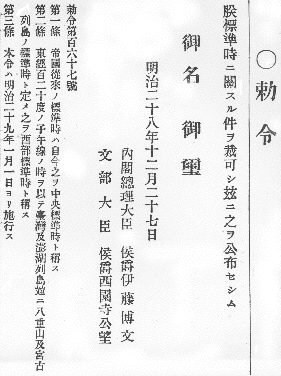
明治天皇於1895年簽署公布的《標準時關聯文件》

臺灣日治時期的1895年6月17日，首任臺灣總督樺山資紀在原台灣布政使司衙門宣布在臺灣「始政」，採用。明治28年12月28日公布，以東經135度(GMT+9:00)地方時為「中央標準時」，東經120度(GMT+8:00)作為台灣、澎湖群島、八重山群島及宮古群島的標準時間，稱為「西部標準時」，並自隔年1896年1月1日起實施。1896年1月1日至1937年9月間採用日本標準時的「西部標準時」（UTC+8）；隨後朝鮮、關東州等外地及滿洲國都納入「西部標準時」。1937年10月1日至1945年間，因中日戰爭和太平洋戰爭，日本內地與外地同為「中央標準時」（UTC+9）。1945年戰爭結束，9月19日《臺灣總督府官報》公告，9月21日起廢止1937年改用日本中央標準時的法令，恢復時區為UTC+8。
1948年至1951年的美國佔領日本時期，在美國主導下的日本當局依據《夏時刻法》（夏時刻法），於每年5月（1949年為4月）第一個星期六至同年9月第二個星期六實施夏時制。1952年美國結束佔領日本，日本政府在行政權移交後廢止《夏時刻法》，此後日本沒有實施夏時制。
2013年5月22日，时任東京都知事的豬瀨直樹在产业竞争力会议上提出了将日本标准时间提前2小时（变更为UTC+11）的提案。其目的是通过提早东京金融市场的开始来提高东京市场的存在感。政府表明要探讨这个提案。但後無下文。

## 日本标准时间提供和标准无线电波
NICT 传输标准无线电波，以便在国内外广泛提供日本标准时间 (JST)。该波发射的标准频率和标准时间信号比使用国家标准铯原子频率标准、氢微波激射器和实用铯束原子钟的信号保持更高的精度。此外，由于标准无线电波使用不易受电离层影响的长波传输，因此24小时内的平均频率比较可以达到1×10−11的精度。
1999年6月10日，“大高户山标准电波发射站”（福岛县田村市宫古路町大高户山）开通。但由于九州和冲绳地区接收信号差等问题，无法覆盖日本全境，因此2001年10月1日，在佐贺县佐贺市富士町的羽根山开通了羽根山标准电波发射站，使得日本全国范围内接收标准电波成为可能。
小金井站和神户分站创建的日本标准时间信息将用于通过对大高户山发射站和羽金山发射站的原子钟进行远程监控和时间比较来保持日本标准时间供应的准确性。
所谓无线电时钟，就是接收这种标准电波，自动调整时间的时钟。

## NTP
自 2006 年以来，NICT一直使用NTP服务器提供时间信息服务，以通过互联网实现时间同步。 NTP服务器地址是 ntp.nict.jp。通常，由于NTP服务器处理能力的限制，一般用户不应该直接使用直接连接到原子钟等的NTP服务器，但该服务器由FPGA组成，具有每秒超过100万个请求的处理能力。它是一个安全可靠的系统，旨在供一般用户直接使用，旨在成为一个在直接连接到日本标准时间的同时支持无处不在的社会的时间同步基础设施。

## UTC 和 JST 转换
您可以通过将如下所示的UTC+9值转换为 JST 来进行转换。
| UTC+9 | 0       | 1       | 2       | 3       | 4       | 5       | 6       | 7       | 8       | 9 | 10 | 11 | 12 | 13 | 14 | 15 | 16 | 17 | 18 | 19 | 20 | 21 | 22 | 23 |
| ----- | ------- | ------- | ------- | ------- | ------- | ------- | ------- | ------- | ------- | - | -- | -- | -- | -- | -- | -- | -- | -- | -- | -- | -- | -- | -- | -- |
| UTC   | 昨日 15 | 昨日 16 | 昨日 17 | 昨日 18 | 昨日 19 | 昨日 20 | 昨日 21 | 昨日 22 | 昨日 23 | 0 | 1  | 2  | 3  | 4  | 5  | 6  | 7  | 8  | 9  | 10 | 11 | 12 | 13 | 14 |
|       | 昨日 23 | 0       | 1       | 2       | 3       | 4       | 5       | 6       | 7       | 8 | 9  | 10 | 11 | 12 | 13 | 14 | 15 | 16 | 17 | 18 | 19 | 20 | 21 | 22 |

## IANA 时区数据库
IANA 的时区数据库包括日本的一个标准时间。
| 国家/地区代码 | 协调            | 时区ID     | 与协调世界时的差异 | 夏令时 |
| ------------- | --------------- | ---------- | ------------------ | ------ |
| JP            | +353916+1394441 | Asia/Tokyo | +09:00             | +09:00 |

## 日本标准时间的变化
2013年5月22日，时任东京都知事猪濑直树在产业竞争力委员会上提出了一项将日本标准时间提前两小时（UTC+11）的提案。其目的是通过提前开放东京金融市场来增强东京市场的国际影响力。政府表示将对此提案进行研究。然而，在随后的十多年间，似乎并未对这一提案展开具体的讨论。